# Elena Gerhardt
Elena Gerhardt (Connewitz, 11 novembre 1883 – Londres, 11 janvier 1961) est une chanteuse mezzo-soprano allemande. Son nom est associé au Lied classique allemand, dont elle est considérée comme une des plus grandes interprètes. Elle quitte définitivement l'Allemagne en 1934, pour vivre à Londres.

## Biographie
Elena Gerhardt est née à Connewitz, près de Leipzig, où son père est restaurateur. Elle étudie au Concervatoire de Leipzig de 1899 à 1904, son premier professeur est Carl Rebling et ensuite Marie Hedmondt (décédée en 1941), qui devient son amie et conseillée vocale pour de nombreuses années. Après une année entièrement consacrée à la technique de base, elle commence les rôles d'œuvres opératiques, comme Cherubin, Dorabella, le Mignon d'Ambroise Thomas et Katharina d'Hermann Goetz, entrecoupés avec des Lieder. Elle remporte la bourse Carl Reinecke. Leipzig lui offre de nombreuses occasions d'écouter des artistes internationaux et d'entendre ses premiers maîtres.
En 1902, Arthur Nikisch devient directeur du Conservatoire de Leipzig et encourage sa première apparition publique, en novembre 1902. Le programme est notamment composé des chœurs d'Herder, Entfesselter Prometheus de Franz Liszt (S. 69) qu'elle donne en soliste. Diplômée en 1903, avec de nombreux engagements de concerts, elle souhaite donner un récital de lieder. Nikisch s'offre comme accompagnateur et sa première interprétation triomphale a lieu au Kaufhaus de Leipzig, pour son vingtième anniversaire. Les propositions de concert ont afflué, et elle chante des lieder dans presque chaque ville universitaire, soutenant des artistes tels qu'Eugène Ysaÿe, Teresa Carreño et Max Reger. En 1905, elle se produit pour la première fois, avec Nikisch, à Hambourg et Berlin, au Bechsteinhall, où elle fait la connaissance de Richard Strauss. Pendant l'été 1905, elle passe ses vacances dans la famille de Nikisch, près d'Ostend.

### Carrière avant guerre
Gerhardt fait sa première apparition à l'opéra de Leipzig, dans Mignon, en juin 1905 ainsi que dans le rôle de Charlotte du Werther de Jules Massenet, sous la direction de Nikisch, ainsi que de son étudiant, Albert Coates comme répétiteur. C'est l'unique année où elle chante sur la scène du théâtre d'un opéra, faisant du lied sa spécialisation de toute sa carrière. Nikisch organise et accompagne la première tournée londonienne de 1906. D'abord dans un concert Mischa Elman, puis dans un récital de lieder composé de pièces de Schubert, Schumann, Brahms, Wolf, etc., au Bechstein Hall. En avril 1907, elle chante pour la première fois au Royal Albert Hall, avec un orchestre sous la direction de Nikisch. Ensuite elle retourne chaque année en Angleterre pour la saison d'automne jusqu'en 1914, ainsi qu'en tournée en province avec Hamilton Harty ou avec sa fidèle accompagnatrice, Paula Hegner.
Le partenariat avec Nikisch est préservé dans deux enregistrements réalisés à Berlin en 1907 et 1911. Un concert triomphal a lieu avec la Philharmonic Society de Londres pendant la saison 1908, puis elle chante, invitée pour le couronnement du roi George V et de la reine Mary en 1911. Nikisch l'introduit dans la haute société, notamment à la Villa Wahnfried. Elle se produit dans beaucoup de capitales européennes, Vienne, Budapest, Prague, Copenhague, Oslo, et avec les vieilles associations de musique de Cologne et Francfort, annuellement à Paris et Londres, et sous la direction de Willem Mengelberg à La Haye. Nikisch habituellement l'accompagne lors de la première des concerts de lieder dans chaque centre musical, relayé ensuite par d'autres accompagnateurs. Alexander Siloti organise sa première tournée à Moscou en 1909, où elle chante régulièrement jusqu'à la guerre, ainsi qu'à Saint-Pétersbourg.

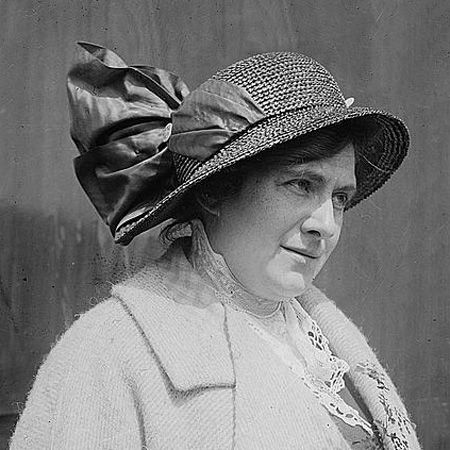
Elena Gerhardt en 1913.

Gerhardt effectue sa première américaine au Carnegie Hall en janvier 1912, avec Paula Hegner. Puis elle se rend à Cincinnati et Philadelphie, où elle chante les Wesendonck-Lieder sous la direction de Leopold Stokowski, et avec le Boston Symphony Orchestra dirigé par Max Fiedler, avant de se joindre avec Nikisch à la tournée de l'Orchestre symphonique de Londres. À Londres en 1912, elle chante l'ange du The Dream of Gerontius d'Elgar, un rôle souvent associé avec son amie et « rivale », Julia Culp. Sa seconde tournée aux États-Unis commence début 1913, avec le Boston Symphony, dirigé par Karl Muck, et avec Erich J. Wolff son accompagnateur, qui devait décéder pendant la tournée. Elle voyage de Boston à New York, puis Baltimore, Washington et Bâton-Rouge. La saison suivante elle chante en Europe : à Paris, Moscou, en Scandinavie, en Hongrie, en Autriche, aux Pays-Bas, en Italie, en Écosse et en Angleterre, avec comme point culminant, un concert de juillet 1914 à Londres au Queen's Hall sous la direction de Richard Strauss – sa dernière apparition publique à Londres, avant huit années.

### Première Guerre mondiale
De retour d'Ostende à Leipzig en août 1914, les tournées anglaises impossibles, elle chante à Hambourg, Vienne et Budapest pour retourner triomphalement en Amérique dès 1915, puis pendant l'hiver au Danemark et en Norvège. Pendant le mois d'août 1916, elle se produit pour les troupes allemandes du front ouest à Laon, grâce aux efforts de son frère, le chanteur Reinhold Gerhardt, un élève de Karl Scheidemantel. Fin 1916, elle retourne aux États-Unis pour une série de concerts sur la côte Est avec Karl Muck et en avril 1917 elle chante à Los Angeles et San Francisco. Quand les États-Unis entrent en guerre, elle est renvoyéée en Allemagne avec de nombreux autres artistes, notamment Wilhelm Backhaus (en uniforme) son compagnon de concert et accompagnateur. Elle poursuit sa tournée de Norvège en Hongrie, dans le chaos suivant l'armistice et est à Munich lorsque Kurt Eisner est assassiné (1919).

### Entre-deux guerres
Au début des années 1920, elle effectue une tournée prolongée en Espagne avec Paula Hegner et l'année suivante une nouvelle fois aux États-Unis, où débute sa collaboration avec l'accompagnateur Coenraad V. Bos. Ce partenariat est renouvelé lors de la saison d'hiver 1921–22 à New York. En mars 1922, peu de temps après la mort de Nikisch, elle brave son retour à Londres, au Queen's Hall, avec Paula Hegner, où son art allemand est reçu par une ovation. C'est le début de liens ininterrompus avec l'Angleterre, plus tard son lieu de résidence. Les années suivantes, elle enchaîne les tournées annuelles chaque hiver aux États-Unis – notamment la côte Pacifique de San Francisco à Vancouver, en 1925 – de nombreuses tournées au Royaume-Uni, en Europe, en Allemagne et encore en Espagne pendant l'hiver 1928 avec Bos. Elle chante ensuite le Winterreise de Schubert, qu'en tant que chanteuse, elle fait notablement sienne. Au début de 1929, elle est professeur de chant au Conservatoire de Leipzig, et après octobre 1930, interrompt ses tournées américaines, bien qu'elle se produise de manière intensive tant en Grande-Bretagne que dans le reste de l'Europe.
En 1928, elle rencontre et tombe amoureuse du Dr Fritz Kohl, directeur administratif à la radio (Mitteldeutscher Rundfunk) de Leipzig. Ils se marient en novembre 1932. À Londres en janvier 1931, elle apparaît avec le Royal Philharmonic Society sous la direction de John Barbirolli, pour interpréter des lieder avec orchestre d'Hugo Wolf et dans les Kindertotenlieder de Gustav Mahler. Ses enregistrements réalisés pour la Hugo Wolf Song Society sont effectués en 1932. Après la prise de pouvoir d'Hitler, Fritz Kohl est arrêté et emprisonné, jusqu'en juin 1935 : il est l'un des seuls responsable de la radiodiffusion allemands à avoir été acquitté par le Reichsgericht à Leipzig. Avec l'aide de Landon Ronald de la Guildhall School of Music, Elena organise son déménagement à Londres en 1934. Après une dernière visite à Bayreuth pour voir Strauss diriger Parsifal (« Il était moins le Bayreuth de Richard Wagner, que celui d'Hitler »), le couple se fixe à Londres. Au cours des années suivantes, alors que la tempête se préparait, Elena donne des récitals aux Pays-Bas, en France et en Grande-Bretagne, souvent avec en accompagnateur le pianiste Gerald Moore, et développe un cercle d'élèves de chant.

### Récitals britanniques
Avec le déclenchement de la guerre, Elena Gerhardt pense que sa carrière de chanteuse est terminée. Il n'y avait aucun goût pour la musique allemande en Grande-Bretagne, d'autant qu'elle ne chante qu'en allemand et la diffusion de la langue allemande est interdite sur les programmes de la BBC. Cependant, Myra Hess insiste pour sa participation aux concerts d'après-midi de la National Gallery, où elle fait sa première apparition en décembre 1939, et très appréciée, trente-deux autres concerts avec Myra Hess ou Gerald Moore. Avec Myra Hess et Lionel Tertis, elle chante les lieder avec alto de Brahms et d'autre récitals de lieder en Angleterre et en Écosse, notamment le Winterreise à Reading, et en 1942, donne un cycle de lieder pour la BBC pour une diffusion en Argentine. Dès 1941, elle reprend son activité d'enseignante. Avec Myra Hess, elle chante à Haslemere pour Tobias Matthay et ses élèves. Elle donne le concert de son soixantième anniversaire au Wigmore Hall en 1943 et d'autres concerts au National Gallery et au Wigmore Hall en 1944. Les annonces de la destruction de Leipzig et de Dresde la remplissent d'une profonde tristesse.

### Dernières années
En 1946, lorsque le troisième programme de la BBC (c'est-à-dire Radio 3, la chaîne de musique classique) est inauguré, elle donne trois émissions comprenant des récitals de lieder et des interview à propose de sa carrière et l'interprétation du Winterreise de Schubert. La même année, elle enregistre également le Frauenliebe und -leben de Schumann. En mai 1947, elle enregistre une émission pour la radio à propose des lieder de Brahms. Elle prend officiellement sa retraite de la scène en mars 1947. Son époux, le Dr Kohl, meurt en mai 1947 et elle consacre le reste de sa carrière à l'enseignement à Londres. Elle organise l'évasion de son frère Reinhold et sa famille, d'Allemagne de l'Est, qui rejoint le personnel de la Guildhall School of Music.
Gerhardt est une des plus grandes interprètes de lied allemand, une chanteuse dont la carrière a été entièrement consacrée à ce genre. Elle publie son autobiographie en 1953.
Elena Gerhardt meurt le 11 janvier 1961, à Londres, âgée de 77 ans.

## Enregistrements
Voir la discographie de Desmond Shawe-Taylor, avec titres et références, publiée en appendice de la réédition de l'autobiographie d'Elena Gerhardt. Les dates sont celles des enregistrements ou à défaut de la date de parution.
Enregistrements acoustiques
- 1907 enregistrement G&T avec Arthur Nikisch (Wolf, Bungert, Brahms, Strauss, Rubinstein) - sept lieder.
- 1911 Red Label German HMV avec Arthur Nikisch (Wolf, Brahms, Bungert, Strauss, Schumann, Schubert, Wagner) - dix-sept lieder.
- 1913-1914 HMV, avec Bruno Seidler-Winkler - onze lieder (Strauss, Brahms, Schubert, Wolf)
- 1913-1914 HMV, avec orchestre conduit par Seidler-Winkler - douze lieder. (Strauss, Wagner, Gluck, Wolf)
- 1915 American Columbia, envison 7 titres avec accompagnement d'orchestre (J. Strauss, Schulz, Grüber et des mélodies folkloriques)
- 1923 Aeolian Vocalion, avec Ivor Newton - six lieder. (Schubert, Grieg, Schumann, Strauss, Brahms)
- 1924 Aeolian Vocalion, avec Harold Craxton - douze lieder. (Schubert, Strauss et Brahms)
- 1924-1925 HMV red label, avec Harold Craxton - sept lieder (Schubert, Schumann, Wolf et Brahms)

Enregistrements électriques
- 1926 HMV red label, avec Paula Hegner - huit lieder (Brahms, Schubert)
- 1927 HMV red label, avec Coenraad V. Bos - trois lieder (Brahms, Reger)
- 1928 HMV Black Label Schubert Centenary Album - huit lieder extraits du Winterreise et dix autres lieder
- 1929 HMV black label, avec Harold Craxton - trois lieder (Brahms)
- 1929 HMV black label, avec Coenraad V. Bos - six lieder (Brahms)
- 1929 HMV red label, avec Bos - trois lieder (Schubert et Wolf).
- 1929 HMV red label, avec Bos - deux lieder (Schumann). Deux autres faces Schumann ont été gravées en même temps, mais n'ont pas été éditées (Wer machte dich so krank et Alte Laute)
- 1932 HMV red label Hugo Wolf Society Volume I, avec Coenraad V. Bos - dix-neuf lieder
- 1939 HMV White Label, publication privée, avec Gerald Moore - (Brahms, Zigeunerlieder (huit lieder) et trois autres lieder ; Schubert (quatre), Wolf (deux).
- 1947-1948 HMV White Label, publication privée, avec Gerald Moore - (Schumann, Frauenliebe und -leben). Ainsi que Meine Rose de  Schumann, mais qui n'a pas été publié.